# Scaristamore Parish Church
Die Scaristamore Parish Church, auch Scarista Parish Church, ist ein Kirchengebäude in der Ortschaft Scarista auf der schottischen Hebrideninsel Lewis and Harris. 1971 wurde das Gebäude in die schottischen Denkmallisten in der Kategorie B aufgenommen. Das zugehörige ehemalige Pfarrhaus („Scarista House“) ist separat als Kategorie-B-Bauwerk geschützt.

## Geschichte

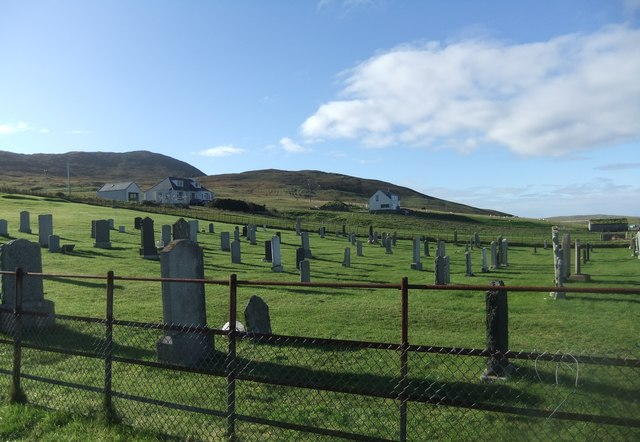
Der nördlich an die Kirche angrenzende Friedhof

Am Standort der Scaristamore Parish Church befanden sich mindestens drei Vorgängerkirchen. Direkter Vorgängerbau war ein Gebäude, das Alexander MacLeod of Rodel in den 1870er Jahren als Pfarrkirche errichten ließ und das 1839 als Ruine beschrieben worden war. Die heutige Scaristamore Parish Church stammt aus dem Jahr 1840. 1994 wurde sie renoviert.

## Beschreibung
Die Scaristamore Parish Church steht abseits der A859 in der Siedlung Scarista in Küstennähe. Es handelt sich um eine kleine Saalkirche im schlicht neogotischen Stil. Der verhältnismäßig hohe längliche Bau schließt mit einem schiefergedeckten Satteldach. Das Eingangsportal befindet sich an einem kleinen Vorbau mit Walmdach an der Nordostfassade. In die Harl-verputzten Fassaden sind Spitzbogenfenster mit schlichten, hölzernen Maßwerken eingelassen. Die beiden Fenster an der südwestexponierten Giebelseite sind schlichter gestaltet und metallgerahmt.

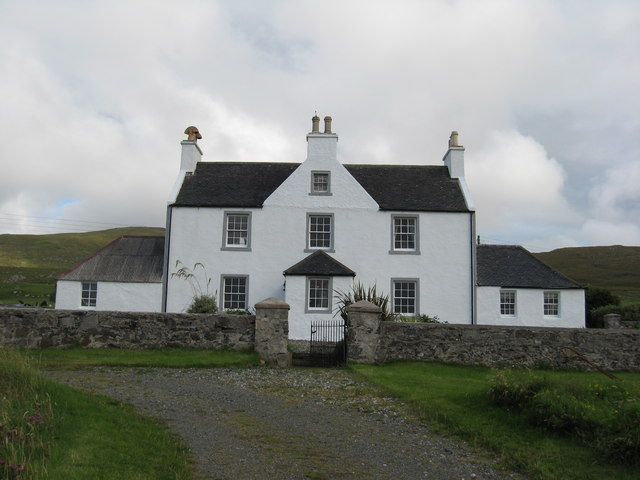
Scarista House

### Scarista House
Das ehemalige Pfarrhaus Scarista House steht rund hundert Meter nordöstlich der Kirche. Es wurde 1827 für die Vorgängerkirche errichtet. Die nordwestexponierte Hauptfassade des zweigeschossigen Gebäudes ist drei Achsen weit. Mittig, unterhalb des Kreuzgiebels, tritt ein Vorbau mit dem Hauptportal heraus. Zu beiden Seiten gehen flache Körper mit Walmdächern ab, von denen sich zumindest der linke nicht mehr im ursprünglichen Zustand befindet. In die Harl-verputzten Fassaden sind vorwiegend zwölfteilige Sprossenfenster eingelassen. Bei dem rückwärtig abgehende Trakt dürfte es sich um einen späteren Anbau handeln. Die dortigen Fenster sind kleiner dimensioniert und nicht in Faschen gefasst. Möglicherweise wurde ein vorher bestehendes Gebäude durch einen Verbindungsbau angebunden. Canmore nennt 1867 als Jahr des Anbaus. Sämtliche Dächer sind schiefergedeckt und mit giebelständigen Kaminen ausgeführt. Scarista House wird heute als Hotel genutzt.